# ناگاریاما، چیبا
ناگاریاما، چیبا از شهرهای استان چیبا ژاپن است که جمعیت آن در ۱ ژانویه ۲۰۰۸، ۱۵۶٬۶۸۶ نفر بوده‌است.